# پریسیلا پوینتر
 پریسیلا پوینتر (به انگلیسی: Priscilla Pointer؛ ۱۸ مهٔ ۱۹۲۴ – ۲۸ آوریل ۲۰۲۵) بازیگر اهل ایالات متحده آمریکا بود.
پوینتر در ۱۸ مهٔ ۲۰۲۴، صد ساله شد.

## فیلم‌شناسی
از فیلم‌ها یا برنامه‌های تلویزیونی که وی در آن نقش داشته‌است، می‌توان به کری، خشم: کری ۲، شاهین و آدم‌برفی، کابوس در خیابان الم ۳: جنگجویان رؤیا، مخمل آبی، منطقه گرگ و میش: فیلم و مامان جون اشاره کرد.

## درگذشت
پوینتر در ۲۸ آوریل ۲۰۲۵، بر اثر مرگ طبیعی، در خانهٔ خود در کنتیکت، ایالات متحده آمریکا در سن ۱۰۰ سالگی درگذشت.